# Double coupe
Au jeu de Bridge, il s'agit d'une technique de jeu : elle consiste, après avoir joué ses cartes maîtresses, à couper des deux mains afin de réaliser le maximum d'atouts possible. Il s'agit, en quelque sorte, de coupes de la main courte alternant avec des remontées dans la main longue par la coupe.

## Exemple
| ♠   | A R 8 4    |
| ♥   | 8 7 4      |
| ♦   | R 8 7 5 3  |
| ♣   | 6          |
| N S |            |
| ♠   | 9 6        |
| ♥   | A R D 10 2 |
| ♦   | 4          |
| ♣   | A 10 9 8 5 |

Contrat: 4♥ joué par Sud

Entame: ♦2 pris par le 9, puis retour atout 

Sud n'a pas suffisamment de rentrées dans sa main pour affranchir les ♣ tout en tirant les atouts. La présence de singletons dans les 2 mains permet d'envisager un plan de jeu de double coupe. On peut se compter 10 levées : As-Roi de ♠, As de ♣, 2 ♣ coupés au mort, et 5 atouts en Sud, dont 2 seront faits en coupe et As-Roi-Dame maîtres. Sud doit d'abord tirer les honneurs maîtres à ♠ et ♣, puis couper alternativement les ♣ et les ♦ ou les ♠. Il faudra choisir entre les ♦ et les ♠ ceux qu'on coupera dans sa main, afin de ne pas se faire surcouper par Ouest; pour ce faire on sera vigilant sur les cartes jouées par les adversaires.

Remarquez que cette tactique peut fonctionner même si l'un des adversaires a le Valet d'atout 4e, pourvu qu'il ne surcoupe pas.
Les 2 principales difficultés pour le déclarant dans ce plan de jeu sont:
- ne pas se faire surcouper, l'adversaire jouerait immédiatement atout,
- terminer la double coupe dans la bonne main, afin de permettre la fin de coup à l'atout.